# Social Freezing
Social Freezing bezeichnet das vorsorgliche Einfrieren von unbefruchteten Eizellen ohne medizinischen Grund. Diese Möglichkeit gibt Frauen, die sich ihren Kinderwunsch derzeit nicht erfüllen können oder wollen, größere Chancen auf eine Schwangerschaft jenseits des Alters von etwa 35 Jahren. Gründe, sich für Social Freezing zu entscheiden, können u. a. ein fehlender Partner, der Wunsch, Karriere zu machen oder der Wunsch nach einer Vorsorge für die spätere Fruchtbarkeit sein. Ursprünglich war die Eizell-Konservierung für junge, an Krebs erkrankte Patientinnen gedacht, die sich einer Chemotherapie unterziehen müssen.
Durch verbesserte Methoden ist es inzwischen möglich, hohe Überlebens- (80–90 %) und Befruchtungsraten (60–70 %) zu erreichen, die die Wahrscheinlichkeit für eine Schwangerschaft erhöhen. Der ausschlaggebende Faktor für eine erfolgreiche Behandlung ist vor allem das Alter der Frau bei der Entnahme. Je jünger sie ist, desto weniger Schäden weisen die Eizellen auf.
Zum Schlagwort großer medialer Rezeption und (arbeits-)ethischer Kontroverse wurde der Begriff, als im Oktober 2014 die Firmen Facebook und Apple bekannt gaben, bei ihren Mitarbeiterinnen die Kosten für das Social Freezing zu übernehmen. Entgegen der verbreiteten Auffassung, dass Frauen ihren Kinderwunsch der Karriere wegen zurückstellen, ist es jedoch meistens ein fehlender Partner, der sie zur Entscheidung für ein Einfrieren von Eizellen veranlasst. Der Begriff "Social freezing" wird deshalb auch oft durch das neutralere "Egg freezing" ersetzt.

## Die Fruchtbarkeit weiblicher Eizellen
Ein Mädchen wird mit 1–2 Millionen Eizellen geboren, wovon in der Pubertät noch rund 400.000 übrig sind. Eine Frau verliert jährlich rund 12.000 Eizellen. Gleichzeitig nimmt mit zunehmendem Alter die Qualität der Eizellen ab. Das erschwert die Zeugung und erhöht die Wahrscheinlichkeit für eine Fehlgeburt oder ein geistig bzw. körperlich beeinträchtigtes Kind. Die Fruchtbarkeit einer Frau beginnt bereits mit Mitte 20 zu sinken. Ab Mitte 30 ist eine drastische Abnahme zu beobachten. Ab einem Alter von ca. 40 Jahren liegt die Wahrscheinlichkeit, innerhalb eines Zyklus schwanger zu werden, unter 5 %.
Dagegen wird die Fruchtbarkeit kryokonservierter Eizellen nicht negativ durch den Prozess beeinflusst. Eine Studie der Universität von Ho-Chi-Minh-Stadt, kam zu dem Ergebnis, dass es für den Geburtserfolg irrelevant ist, ob ein Embryo kryokonserviert war oder nicht.

## Methode
Obwohl der erste Bericht über eine erfolgreiche Schwangerschaft nach Kryokonservierung von unbefruchteten Eizellen bereits im Jahr 1986 erschien, blieb es für mehr als 25 Jahre eine große Herausforderung in der Reproduktionsbiologie, einen Prozess zur Konservierung zu etablieren, der Überlebensraten über 50 % und mehr als 1–2 % erfolgreiche Schwangerschaften hervorbrachte.
Die Methode des langsamen Einfrierens („Slow Freezing“) wird seit den 1970er Jahren angewendet und ist ein zeitintensiver Prozess, da die Einfriergeschwindigkeit nur bei ca. 3 K/min liegt. Die Überlebensraten nach dem Auftauen der Eizellen sind dabei nicht sonderlich hoch.
Seit einigen Jahren wird auf eine andere Methode zurückgegriffen, die sogenannte Vitrifikation. Dabei werden extrem hohe Einfriergeschwindigkeiten von mehr als 10.000 K/min erreicht. Das Zellmaterial wird in flüssigen Stickstoff getaucht, der eine Temperatur von minus 196 °C hat. Dabei bilden sich keine Eiskristalle aus, die Eizelle wird somit in einen glasartigen (amorphen) Zustand überführt. Dadurch werden alle physikalischen Prozesse angehalten und die Zelle kann über Jahrzehnte sicher gelagert werden. Der wesentliche Nachteil an der Vitrifikation ist, dass höhere Konzentrationen an Gefrierschutzmittel eingesetzt werden müssen, die zum Teil toxisch für die Zellen sind, wie etwa Dimethylsulfoxid (DMSO).
Im Oktober 2012 verkündete die American Society for Reproductive Medicine, dass die Kryokonservierung von Eizellen nicht länger als ein experimenteller Prozess angesehen wird.

## Behandlung
Beim Social Freezing erfolgt zuerst eine Hormonbehandlung zur Stimulation der Eierstöcke, wobei das Wachstum der Follikel mittels Ultraschalluntersuchung kontrolliert wird. In einem in der Regel kurzen Eingriff werden anschließend die Eizellen entnommen.
Dafür werden die Eierstöcke über die Scheide mit einer Nadel punktiert und die Eizellen abgesaugt. Diese werden auf ihre Qualität hin untersucht und anschließend vitrifiziert. Die Nebenwirkungen einer Hormonbehandlung mit Übelkeit, Stimmungsschwankungen und Gewichtszunahme sind relativ gering. Gelegentlich (< 1 % aller Fälle) kann es zu einer hormonellen Überstimulation (OHHS) kommen.

## Erfolg
Der Erfolg der Eizellvorsorge hängt hauptsächlich vom Alter der Frau bei der Entnahme ab: Mit 30 Jahren ist jede zweite bis dritte Eizelle befruchtungsfähig, während es bei einer 40-Jährigen nur noch jede fünfte bis sechste ist. Somit nimmt auch die Rate der Lebendgeburten mit ansteigendem Alter der Frau, unabhängig von der Einfriermethode, stetig ab.
Seitdem die Eizellen vitrifiziert werden, sind die Ergebnisse vielversprechend. Die Geburtenrate von konservierten und frischen Eizellen mit anschließender in-vitro-Fertilisation ist vergleichbar. Laut einer Studie mit über 900 Kindern weisen Babys, die aus kryokonservierten Eizellen geboren wurden, im Vergleich zu natürlich empfangenen keine erhöhten Geburtsfehler oder geistige Behinderungen auf. Forscher haben außerdem nachgewiesen, dass die Vitrifikation keinen klinisch relevanten Einfluss auf Probleme vor und während der Geburt hat, wie Zuckerkrankheit oder Bluthochdruck während der Schwangerschaft. Auch das Geburtsgewicht, die Sterblichkeitsrate oder das Schwangerschaftsalter sind im Vergleich zu frischen Eizellen unverändert.
Sollte eine Frau auf ihre konservierten Eizellen zurückgreifen, müssen die Kosten für eine künstliche Befruchtung dazugerechnet werden. Allerdings machen weltweit nur rund 10 % aller Frauen von ihren tiefgefrorenen Eiern auch Gebrauch.

## Geschichte
Ursprünglich galt das Einfrieren von Eizellen als Möglichkeit für junge Frauen mit Krebs, nach einer Chemotherapie ein genetisch eigenes Kind zu bekommen. Ist eine Bestrahlung von Eierstöcken und Gebärmutter nicht zu vermeiden, kann das zu Unfruchtbarkeit führen. Auch wenn eine Schwangerschaft eintritt, haben Frauen nach einer Strahlentherapie ein höheres Risiko für Fehl- und Frühgeburten, weil das genetische Material Schaden genommen hat und das Gewebe der Gebärmutter an Elastizität verliert und schlechter durchblutet wird. Daher können Frauen, wenn genug Zeit bleibt, vor der Bestrahlung ihre Eizellen entnehmen und einfrieren lassen.
1997 wurde das erste Baby aus einer kryokonservierten Eizelle geboren. Insgesamt wurden bisher schätzungsweise 5.000[veraltet] Kinder durch Social Freezing geboren. In Deutschland gab es im Jahr 2014 etwa 750 Eingriffe zum Einfrieren von Eizellen aus nicht-medizinischen Gründen.
Die Fertilitätsmediziner bieten die Eizellvorsorge heute auch jenen Frauen an, die auf der Suche nach dem Lebenspartner und Kindesvater sind oder vor der Familiengründung ihren beruflichen Wünschen nachgehen wollen. Insbesondere Frauen zwischen 35 und 38 Jahren entschließen sich heutzutage (Stand 2014) für das Social Freezing, obwohl es aus medizinischer Sicht sinnvoll wäre, die Eizellen bereits zwischen 25 und 30, spätestens mit 35 Jahren entnehmen und einfrieren zu lassen.
In Österreich ist das kryokonservieren von Eizellen (Stand 2023) ohne medizinische Indikation verboten.

## Ethik
In Ländern wie Spanien oder Belgien können Frauen eine Eizellspende in Anspruch nehmen, falls sie selbst nur wenige oder keine Eizellen besitzen. Diese Möglichkeit gibt es in Deutschland nur für das männliche Spermium, für Eizellen nicht. Ethisch diskutiert wird hier in erster Linie nicht, ob ein Einfrieren der eigenen Eizellen erlaubt sein sollte oder nicht, sondern wie lange eine Frau darauf zurückgreifen darf. In Israel beispielsweise liegt das maximale Alter bei 55. Die Eizellvorsorge gilt dort, anders als in Deutschland, selbst bei nicht medizinischen Indikatoren als präventive Medizin, weil sie Eizellspenden und ineffektive Kinderwunschbehandlungen im höheren Alter vermeiden soll.
Im Januar 2015 wurde eine repräsentative Umfrage von Forsa veröffentlicht, die ergab, dass sich bei den jungen Deutschen ein Trend abzeichnet: 64 Prozent der 18- bis 30-Jährigen stehen dem Social Freezing aufgeschlossen gegenüber.